# Julia (boek)
Julia is een briefroman uit 1783 van de Nederlandse schrijver Rhijnvis Feith. Deze sentimentalistische roman gaf het 18e-eeuwse literaire Nederland een schok: de taal van het gevoel was destijds nieuw, evenals de typografische elementen om emoties te suggereren.

## Achtergrond
Rhijnvis Feith geldt als de belangrijkste Nederlandse vertegenwoordiger van het sentimentalisme, hoewel dit maar een korte fase in zijn literaire werk was. Julia is gedurende het leven van Rhijnvis Feith (1753-1824) vier keer herdrukt, wat voor die tijd uitzonderlijk is; zijn andere proza en de vele gedichten zijn veel minder bekend geworden. Het boek werd vertaald in het Duits, Frans en Russisch. 
Rhijnvis Feith liet zich voor Julia onder andere inspireren door de Duitse dichter Friedrich Gottlieb Klopstok, maar ook Jean-Jacques Rousseau is van invloed geweest met zijn roman Julie, ou la nouvelle Héloïse uit 1761. Zijn grootste inspiratiebron was echter Die Leiden des jungen Werthers van Johan Wolfgang Goethe. 

## Verhaal

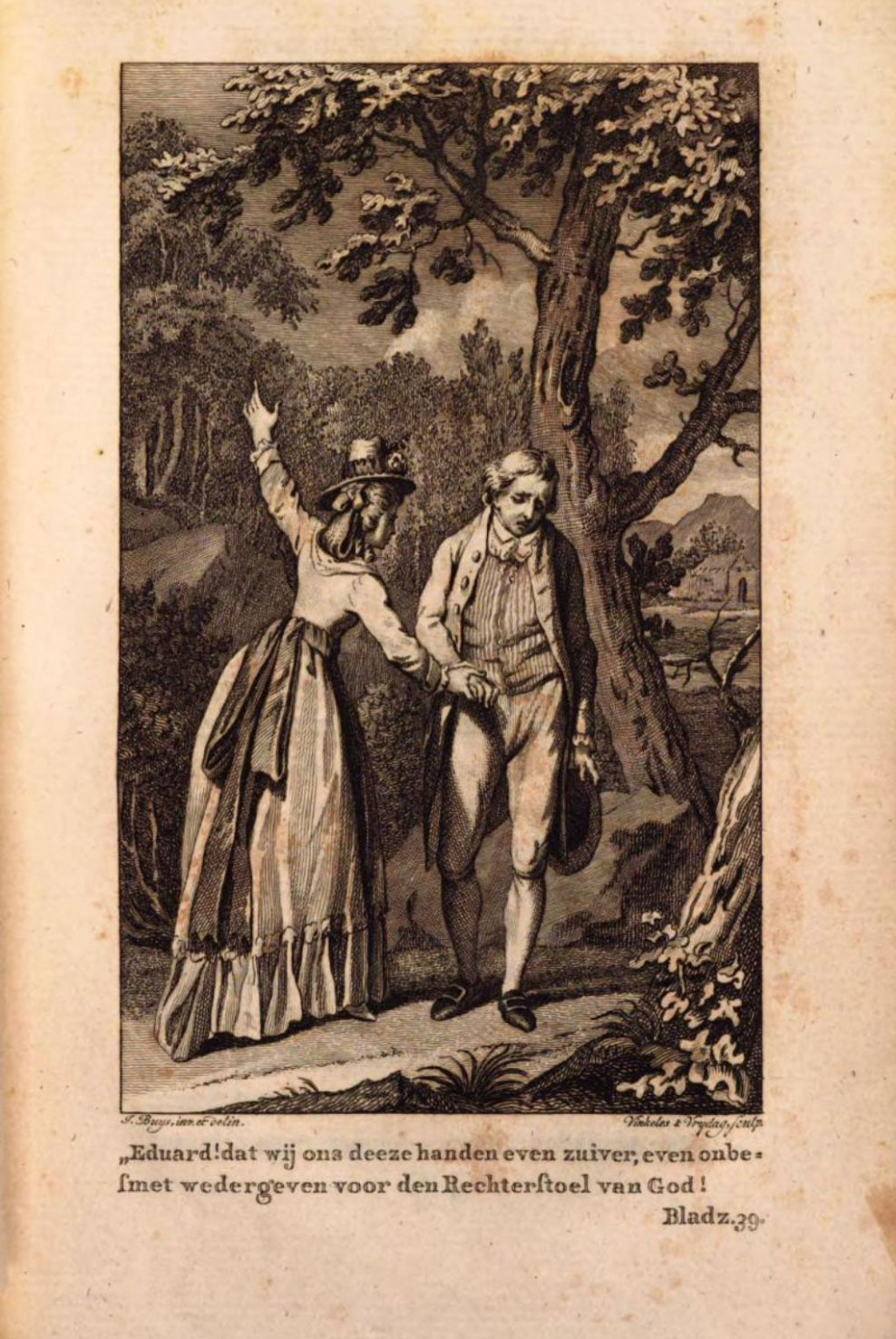
Een illustratie uit Julia

Eduard mijmert in zijn favoriete bos over zijn overleden vrienden, maar hoort Julia bidden om een levenspartner en spreekt haar aan. Beiden zijn rond de twintig en het is liefde op het eerste gezicht. Ze spreken een paar keer af en zijn steeds tot tranen toe geroerd als ze bij elkaar zijn of aan elkaar denken. Julia's vader wil echter een rijkere man voor zijn dochter en zij stuurt Eduard weg zodat ze de lichamelijke verleidingen kunnen weerstaan. Hij gaat op reis, maar ze blijven in brieven beschrijven hoezeer ze elkaar missen en ze bespreken hoe ze door deugdzaamheid in het hiernamaals weer samen zullen komen. In brieven aan zijn vriend Alceste beschrijft Eduard zijn liefde voor Julia en vertelt hij over een ontmoeting met een zekere Werther. Daarmee verwijst Feith expliciet naar Goethes bekende werk Die Leiden des jungen Werthers uit 1774.
Dan gaat Julia's vader toch akkoord met een huwelijk. Eduard keert snel terug, maar stuit op een begrafenisstoet die van Julia blijkt te zijn. Overmand door verdriet koopt hij een huis met uitzicht op het kerkhof om zo dicht mogelijk bij Julia te zijn. Elke avond bezoekt hij haar graf.

## Beschouwing
Met Julia volgde Feith een Europese literaire trend die aansloot op de mode die de Britse schrijver Laurence Sterne in 1768 ontketend had met zijn Sentimental Journey. Ook verwees Feith naar Die Leiden des jungen Werthers, waarin de hoofdpersoon uit liefdesverdriet zelfmoord pleegt.  In Nederland was dat echter ondenkbaar, aangezien de christelijke deugdenleer ervan uitging dat gevoeligheid mensen socialer en maatschappelijk betrokken zou maken, zodat ze met hun empathie een positieve invloed op de samenleving konden uitoefenen.
In Feiths roman zijn Eduard en Julia weliswaar diep bedroefd, maar hun geloof biedt redding: ze zullen elkaar immers in het hiernamaals terugzien, wat hen innerlijke kracht geeft. Voor Feith is een gevoelige ziel veerkrachtig en standvastig.
Het succes van Feiths sentimentalistische oeuvre en dat van auteurs zoals Elisabeth Maria Post, was deels te danken aan de manier waarop zij zich positioneerden als vertrouwelingen van hun hypersensitieve lezers. Zij nodigden hun publiek uit tot introspectie en zelfanalyse en benadrukten dat emoties serieus genomen moesten worden, omdat juist daarin de kracht van het individu besloten ligt.
Feiths werk is in vergetelheid geraakt en was op weg uit de lesmethoden van het middelbaar onderwijs te verdwijnen. In 2024 hertaalde Arjen van Meijgaard Julia naar modern Nederlands in de hoop Feiths werk levend te houden en toegankelijk te maken voor leerlingen en docenten in de bovenbouw van het middelbaar onderwijs. Volgens de hertaler biedt het verhaal voldoende aanknopingspunten voor thema’s die jongeren raken, zoals verboden relaties, de rol van religie en intense verliefdheid.

## Edities
- 1783: Rhijnvis Feith, Julia. Leiden: C. van Hoogeveen. Eerste en tweede druk.
- 1786: Rhijnvis Feith, Julia. Amsterdam: J.B. Elwé en D.M. Langeveld.
- 1792: Rhijnvis Feith, Julia. Met platen. Amsterdam: Johannes Allart.
- 1824: Rhijnvis Feith, Julia. In: Dicht- en prozaïsche werken van Mr. Rhijnvis Feith. Vijfde deel. Rotterdam: J. Immerzeel, junior.
- 1933: Rhijnvis Feith, Julia. Zonder illustraties. Met inleiding en aantekeningen van H.C.M. Ghijsen. Purmerend: J. Muusses.
- 1967: Rhijnvis Feith, Julia. Met illustraties. Met inleiding van M.C. van den Toorn. Den Haag: W. van Hoeve. Kramers pockets van formaat.
- 1982: Rhijnvis Feith, Julia. Met illustraties. Met inleiding, aantekeningen en bijlagen door J.J. Kloek en A.N. Paasman. Leiden: Martinus Nijhoff
- 2013: Rhijnvis Feith, Julia. Met illustraties. Amersfoort: Astoria Uitgeverij.
- 2024: Rhijnvis Feith, Julia. Met illustraties. Hertaald en van een nawoord voorzien door Arjen van Meijgaard. Groningen: Uitgeverij kleine Uil.